# Lonchoptera tarsata
Espèce
Lonchoptera tarsata est une espèce de diptères de la famille des Lonchopteridae.